# Национален парк Гунунг Мулу
„Гунунг Мулу“ (на малайски: Taman Negara Mulu) е национален парк в област Мири, щата Саравак, Малайзия.
Обявен е за обект на световното културно и природно наследство на ЮНЕСКО, обхващащ планината Гунунг Мулу с пещери и карстови образувания в среда на планински екваториални гори. Паркът е известен с пещерите си и експедициите, които са предприемани за изследването на околните гори, най-вече експедицията на Британското кралско географско дружество от 1977 – 1978 г., в която участват над 100 учени в продължение на 15 месеца.
Националният парк е наименуван по планината с връх Мулу – втория по височина в щата Саравак.

## История
Най-ранното споменаване на пещерите Мулу е от 1858 г., когато британският консул в Бруней Спенсър Джон споменава за „откъснати маси от варовик, доста износени от водата, с пещери и естествени тунели“ в книгата си „Живот в горите на Далечния Изток“. Спенсър се опитва да изкачи връх Мулу, но се проваля, поради наличието на варовикови скали, гъсти гори и остри зъбери.
През XIX век Чарлс Хоус, администратор в кралство Саравак, се опитва да изкачи Мулу, но също се проваля. Едва през 1920-те години местен ловец на име Тама Нилонг открива югозападния ръб близо до планината, който води до върха. През 1932 г. Тама Нилонг завежда географа Едуард Шакълтън до връх Мулу по време на експедиция на Оксфордския университет. Това е първото успешно изкачване на върха. През следващите години районът е изучаван и се откриват пещери.
През 1974 г. връх Мулу и околността са обявени за национален парк от правителството на Саравак. През 1978 г. Кралското географско дружество организира експедиционен екип, който изпраща в националния парк. Това е най-голямата експедиция, изпращана някога от Великобритания. Тя трае 15 месеца и изучава 50 km пещери. Открити са пещерите Клиъруотър, Грийн, Уондър и Предикшън. По това време до Мули няма нито летище, нито пътища. Базата на учените се намира на тридневно пътуване по река от града Мири. Така започва изучаването на пещерите по западната страна на планината Апи. През 1984 г. Гунунг Мулу е обявен за обект на наследството на АСЕАН, който през 1985 г. е официално отворен за обществеността. Британска експедиция от 1988 г. установява връзка между пещерата Клиъруотър и Уиндс, която прави общата дължина на пещерата Клиъруотър 58 km, което вероятно е най-дългият пещерен проход в Югоизточна Азия. През 1991 г. е открита връзка между пещерата Клиъруотър и Блекрок, която удължава дължината на Клиъруотър до 102 km, което прави пещерата 7-ата най-дълга в света.
През 2000 г. Гунунг Мулу е обявен за обект на световното културно и природно наследство на ЮНЕСКО. През 2005 г. е открита връзка между пещерата Уайтрок и пещерната система на Клиъруотър, което прави общата ѝ дължина 129,4 km. Последващите експедиции се фокусиран върху откриването на още скрити тунели. През 2017 г. дължината на пещерната система на Клиъруотър вече е 226,3 km.

## География
Националният парк Гунунг Мулу е най-изучаваната тропична карстова област в света. Изучени са общо 295 километра пещери, които са дом на милиони прилепи и бързолети. Паркът е разположен близо до границата с Бруней между горните водни линии на реките Тутох и Мендалам. Западната част на парка е ниска (38% от територията на парка), а източната част са планини, съставени от варовик и пясъчник. Релефът на парка е представен от остри върхове, стръмни ръбове и ескарпи, отвесни скали, ждрела, карстови кули, пещери, тераси, горещи извори и водопади.
Територията на парка е заета главно от три планини: Мулу (2376 m), Апи (1750 m) и Бенарат (1858 m). Мулу е съставена от пясъчник, докато Апи и Бенарат са варовикови. Върхът на Мулу е покрит от мъхови гори, а варовиковите зъбери се намират в горната част на Апи. Ждрелото Мелинау разделя Бенарат от Апи.
Геологията на парка е представена от метаморфни скали на възраст палеоцен – миоцен. Мулу е разположена в югозападната част на парка, а другите планини са западно от нея. Планините са образувани от 40-километрова карстова варовикова ивица в периода еоцен – миоцен. Именно в тази ивица се развива и голямата система от пещери. Образуването ѝ е резултат от тектонски повдигания на карста преди около 2 – 5 милиона години. Пещерите са типични за тропичните речни условия, с различни чери като елиптични тунели, свързващи различни нива на пещерата, и сталактити и сталагмити от арагонит и калцит. Варовикът е ярко бял до сив. Зъберите на Апи са резултат от тежко изветряне на варовиковите скали. Почвите в парка варират от торфени до подзолисти.
Климатът в националния парк се влияе от североизточния мусон (декември – март) и югозападния мусон (май – октомври). Количеството на валежите е високо и варира от 4000 до 5000 mm. Температурите в ниските части са от 23 до 26 °C, а по билата – между 14 и 18 °C.

## Флора и фауна

### Флора
Националният парк съдържа голям брой растителни видове. Открояват се 17 вегетационни зони с 3500 вида васкуларни растения и 1500 вида покритосеменни. Срещат се 109 вида палми от 20 семейства, над 1700 мъхове и лишеи, 8000 вида гъби и 442 вида спорови растения. Низинните гори заемат 40% от площта на парка, докато планинските гори заемат 20% от нея.
До 800 метра надморска височина се срещат представители на растителните родове Дуриан, Shorea, Garcinia, Calophyllum, Eugenia. Между 800 и 1200 m надморска височина преобладават представителите на Quercus subsericea. На височина между 1200 и 2170 m изобилстват епифитите. Короната на дървата достига 10 – 20 метра. Видове като Rhododendron, Vaccinium, Nepenthes lowii, Nepenthes tentaculata и Nepenthes muluensis са все ендемити за планината Мулу.
Срещат се и варовикови гори, съставени главно от видове, виреещи в калциево-карбонатна среда.

### Фауна
Съществуват около 20 000 вида безгръбначни, 81 вида бозайници, 270 вида птици, 55 вида влечуги, 76 вида земноводни и 48 вида риби на територията на националния парк.
Срещат се осем представители на семейство Птици носорози, сред които шлемоносна птица носорог, Aceros corrugatus и Buceros rhinoceros. 28 вида прилепи са записани в парка, като в пещерата Диър живеят 12 от тях. В пещерната система живеят около три милиона прилепи Tadarida plicata. Вечерта те излизат в търсене на храна, докато ята от лястовици и бързолети влизат в пещерата. На сутринта се наблюдава обратното. Сред бозайниците се открояват малайски люспеник, сребрист гибон, малайска мечка, кестеняв лангур, жълтогърда харза и Rheithrosciurus macrotis. Има и 25 вида змии, включително малайски мрежест питон, Calliophis intestinalis и представители на рода Calamaria. Няколко земноводни се срещат единствено в Гунунг Мулу, включително Calluella flava и Ansonia torrentis.

## Население
Местното население във и около парка е представено от племената оранг улу, кенях, каяан, мулут и пунан бах. Пунан бах първоначално водят номадски начин на живот, но в днешно време са полузаселени в югозападната част на парка при Бату Бунган и Лонг Иман. Някои от тях се заселват и в източната част на парка, а 300 от тях имат право да ловуват прасета и елени в обозначените места за лов. Други местни племена също разполагат с права за лов в района. Племенните мъже обикновено носят традиционни шапки от пера, препаски и татуировки по ръцете, гърдите и вратовете. Някои от жените имат малки татуировки по телата, докато други са с удължена месеста част на ухото до раменете.
Проучванията в пещерата Уиндс разкриват артефакти и човешки останки, датиращи отпреди 500 – 3000 години.